# Alexander Choupenitch
Alexander Choupenitch (ur. 2 maja 1994 w Brnie) – czeski florecista, brązowy medalista olimpijski. 
W 2020 roku zdobył brązowy medal w rywalizacji indywidualnej na igrzyskach olimpijskich w Tokio. Na podium uplasował się za Cheung Ka Longiem z Hongkongu i Włochem Daniele Garozzo. Podczas igrzysk olimpijskich w Rio de Janeiro cztery lata wcześniej zajął 26. miejsce, a na igrzyskach w Paryżu w 2024 roku w rywalizacji indywidualnej odpadł w 1/8 finału. Wywalczył także brązowy medal w rywalizacji indywidualnej na mistrzostwach Europy w Nowym Sadzie w 2018 roku.